# Alashkert
Alashkert (in armeno Ալաշկերտ?, anche chiamato Սովետական, Sovetakan; fino al 1935 Kyarimarkh e Karim-Arkh) è un comune dell'Armenia di 1 765 abitanti (2010) della provincia di Armavir.